# Integrál jóga
Az integrál jóga minden jógaforma szintézise; egy tudományos rendszer, amely a jóga különböző ágait vagy formáit ötvözi; a hagyományos módszerek alkalmazásának egy intelligens kombinációja.

## Története
Az integrál jóga fogalma három a 20.század elején élt emberhez köthető: Szvámi Sivananda indiai orvos, és jóga mester volt az aki a jóga ösvények (Karma-jóga, Bhakti-jóga, Dnyána-jóga, Rádzsa-jóga) összevonását elsőként kezdeményezte. Legfőbb tanítványa Swami Vishnu-devananda pedig ki is dolgozta azt a képzési programot amelybe már be is illesztette az integrál jóga fő tulajdonságát, a jógák ötvözését. Sri Aurobindo filozófus, író, jógi, spirituális reformer, aki szintén ismerte Sivanandát, megalkotta az integrál jóga fogalmát, amiről több könyvet is írt. Swami Satchidanada pedig Sivananda tanítványa volt, és Ő már az integrál jóga iskoláját hozta létre Amerikában.
Magyarországon a „jógák” összevonásával, integrálásával elsőként Dr. Weninger Antal orvos, szakíró, jóga tanár foglalkozott. Erről több könyvében említést tesz. Az integrál jógát reformációnak tartja.
Az integrál jóga központi eleme az a gondolat, hogy a lélek megnyilvánul az inverzió folyamatában, ugyanakkor elfelejti az eredetet. Az evolúció fordított folyamata a szellem teljes megnyilvánulása felé irányul.
Sri Aurobindo szerint az emberi evolúció jelenlegi állapota egy köztes szakasz a létezés evolúciójában, amely a lélek kibontakozása, az istenség mindenben való önkinyilatkoztatása felé tart. A jóga a létezés gyors és célzott fejlesztése, amely egy életen belül is végbemehet, míg a természetes, segítség nélküli fejlődés több évszázadot vagy sok születést is igénybe vehet. 